# Административно деление на Кувейт
Емирство Кувейт е разделено на 6 мухафази (губернаторства), които са подразделени на райони.
Мухафазите в Кувейт са следните:
1. Ахмади
2. Ал-Асима
3. Ал-Фаруания
4. Ал-Джахра
5. Хауали
6. Мубарак Ал-Кабир